# Xã Richmond, Quận Howard, Missouri
Xã Richmond (tiếng Anh: Richmond Township) là một xã thuộc quận Howard, tiểu bang Missouri, Hoa Kỳ. Năm 2010, dân số của xã này là 3.676 người.